# Ondřej Karafiát
Ondřej Karafiát (Praga, 1º dicembre 1994) è un calciatore ceco, difensore del Norimberga.